# Arroyo Seco (Nowy Meksyk)
Arroyo Seco – jednostka osadnicza w Stanach Zjednoczonych, w stanie Nowy Meksyk, w hrabstwie Taos.